# Cinéma kannada
Cet article concerne le cinéma en kannada. Pour le cinéma indien en général, voir Cinéma indien.
Le cinéma kannada (ಕನ್ನಡ ಸಿನಿಮಾ, kannaḍa sinimā), parfois surnommé Sandalwood[pourquoi ?], est l'industrie du cinéma indien, basée à Bangalore, dont les films sont réalisés en kannada.

## Films notoires
- 2011 : Bhadra